# Ghiacciaio Rutgers
Il ghiacciaio Rutgers è un ghiacciaio lungo circa 22 km situato nella regione centro-occidentale della Dipendenza di Ross, nell'Antartide orientale. Il ghiacciaio, il cui punto più alto si trova a circa 2800 m s.l.m., si trova nell'entroterra della costa di Scott e ha origine dal versante occidentale della dorsale Royal Society, da cui fluisce verso sud-ovest, partendo dal versante sud-occidentale della cresta Johns Hopkins e scorrendo lungo il versante meridionale del picco Bishop fino a unire il proprio flusso a quello del ghiacciaio Skelton, poco a est del ghiacciaio Ruecroft. Prima di questo congiungimento, lo sperone Abbott separa il flusso del ghiacciaio Rutgers da quello del ghiacciaio Allison.

## Storia
Il ghiacciaio Rutgers è stato mappato da membri dello United States Geological Survey (USGS) grazie a fotografie aeree scattate dalla marina militare statunitense nel periodo 1960-64, e così battezzato dal Comitato consultivo dei nomi antartici in onore dell'Università Rutgers, di New Brunswick, nel New Jersey, che aveva inviato alcuni ricercatori in Antartide.